# أمراض الغدد الصماء
تشمل أمراض الغدد الصماء على العديد من المتلأزمات والاعتلالات ولعل أهمها:
- اعتلالات الكظر
  - قصور الكظر :
    - داء أديسون
    - فرط تنسج الكظر الخلقي
    - نقص الألدوستيرونية (نقص القشرانيات المعدنية)

  - متلازمة كون
  - متلازمة كوشينغ
- فرط تنسج الكظرية الخلقي
  - ورم القواتم
  - سرطان قشر الكظر
- اعتلالات متعلقة باستتاب الجلوكوز :
  - مرض السكري
    - سكري النوع الأول
    - سكري النوع الثاني
    - سكري حملي
    - سكري الشبان الناضجين

  - نقص سكر الدم
    - نقص سكر الدم مجهول السبب
    - ورم جزيري (ورم إنسوليني)

  - ورم غلوكاغوني
- أمراض العظام الاستقلابية
  - تخلخل العظم
  - التهاب العظم المشوه (مرض باجيت)
  - رخد وتلين العظم
- اعتلالات الغدة النخامية :
  - البيلة التقهة
  - قصور النخامية
  - أورام الغدة النخامية
    - ورم غدي نخامي
    - ورم برولاكتيني
    - عرطلة (تضخم النهايات)، عملقة
    - مرض كوشينغ
- اعتلالات الغدد الدريقية :
  - فرط الدريقات الأولي
  - فرط الدريقات الثانوي
  - فرط الدريقات الثالثي
  - قصور الدريقات
    - قصور الدريقات الكاذب
- اعتلالات الهرمونات الجنسية
  - اضطرابات التطور الجنسي أو اعتلالات الخنوثة
    - خنوثة (Hermaphroditism)
    - خلل تكون الغدد التناسلية
    - متلازمة عدم الحساسية للأندروجين

  - قصور الغدد التناسلية
    - نقص موجه الغدد التناسلية
    - متلازمة كالمان
    - متلازمة كلاينفيلتر
    - فشل المبيض المبكر
    - فشل خصوي
    - متلازمة تيرنر

  - اعتلالات تحديد الجنس
    - اعتلال الهوية الجنسية

  - اعتلالات البلوغ
    - تأخر البلوغ
    - البلوغ المبكر

  - اعتلالات الدورة الشهرة والخصوبة
    - ضهى (انقطاع الحيض)
    - متلازمة المبيض المتعدد الكيسات
- اعتلالات الغدة الدرقية :
  - دراق
  - فرط الدرقية وداء غريفز
  - قصور الدرقية
  - التهاب الغدة الدرقية
  - سرطان الغدة الدرقية
- أورام الغدد الصماء لم تذكر في القائمة:
  - تكون الأورام الصماوية المتعددة
    - تكون الورم الصماوي المتعدد النوع 1
    - تكون الورم الصماوي المتعدد النوع 2
    - تكون الورم الصماوي المتعدد النوع 2 ب
- متلازمة الغدد الصماء بالمناعة الذاتية